# Compensation du risque

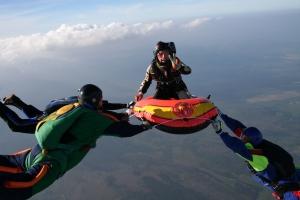
La deuxième "loi" du parachutiste Bill Booth affirme que plus le parachutisme devient sécuritaire, plus les parachutistes prennent des risques afin de garder constant le taux de mortalité,.

La compensation du risque est une théorie qui suggère que les gens ajustent généralement leur comportement en réponse aux niveaux de risque perçus, devenant plus prudents lorsqu'ils ressentent un plus grand risque et moins prudents s'ils se sentent plus protégés. Bien que généralement faible par rapport aux avantages fondamentaux des interventions de sécurité, il peut en résulter un bénéfice net inférieur à celui attendu de celles-ci.
Difficile à mesurer, la compensation du risque se devine à l'observations de certains comportements. A titre d'exemple, il a été observé que les automobilistes se rapprochent du véhicule qui les précède lorsque leur véhicule est équipé de freins antiblocage. Il existe également des indices que le phénomène de compensation des risques pourrait expliquer l'échec des programmes de distribution de préservatifs à inverser la prévalence du VIH. Ainsi, les préservatifs peuvent favoriser la désinhibition et amener les personnes à avoir des relations sexuelles à risque avec et sans préservatifs.
À l'inverse, certaines tactiques tentent d'influencer la compensation du risque dans l'autre sens. Ainsi, par exemple, l'espace partagé est une méthode de conception des autoroutes qui vise consciemment à augmenter le niveau de risque et d'incertitude perçus, ralentissant ainsi la circulation et réduisant le nombre et la gravité des blessures.

## Aperçu
La compensation des risques est liée à la notion plus large d'adaptation comportementale, qui inclut tous les changements de comportement en réponse aux mesures de sécurité, qu'elles soient compensatoires ou non. Cependant, étant donné que les chercheurs s'intéressent principalement au comportement adaptatif compensatoire ou négatif, les termes sont parfois utilisés de manière interchangeable. La version la plus récente a émergé de la recherche sur la sécurité routière après qu'il a été affirmé que de nombreuses interventions n'ont pas permis d'atteindre le niveau de bénéfices attendus, mais ont depuis été étudiées dans de nombreux autres domaines.

### Effet Peltzman
La réduction des avantages prévus des réglementations visant à accroître la sécurité est parfois appelée effet Peltzman en reconnaissance de Sam Peltzman, professeur d'économie à la Booth School of Business de l'Université de Chicago. Celui-ci a notamment publié "The Effects of Automobile Safety Regulation" dans le Journal of Political Economy en 1975, article dans lequel il suggère de manière controversée que « les compensations (dues à la compensation des risques) sont pratiquement complètes, de sorte que la réglementation n'a pas diminué le nombre de décès sur les autoroutes ».
Une ré-analyse des données originales de Sam Peltzman a révélé de nombreuses erreurs et son modèle n'a pas réussi à prédire les taux de mortalité avant la réglementation. Selon Peltzman, la réglementation était au mieux inutile, au pire contre-productive,. L'étude de Peltzman affirme que le niveau de compensation des risques en réponse à la réglementation en matière de sécurité routière était “complet” dans l'étude originale. Mais « la théorie de Peltzman ne permet pas de prédire l'ampleur du comportement de compensation des risques ». D'autres travaux empiriques importants ont montré que l'effet existe dans de nombreux contextes, mais qu'il compense généralement moins de la moitié de l'effet direct. Aux États-Unis, le nombre de décès de véhicules à moteur pour un nombre de personnes donné a diminué de plus de la moitié entre le début de la réglementation (dans les années 1960) et 2012. Les normes de sécurité des véhicules sont à l'origine de la majeure partie de cette réduction, à laquelle s'ajoutent les lois sur le port de la ceinture de sécurité, les modifications de l'âge minimum pour consommer de l'alcool et la réduction de la conduite chez les adolescents.
Un effet Peltzman pourrait également se traduire par un effet de redistribution où les conséquences d'un comportement à risque sont de plus en plus ressenties par des parties innocentes (voir aléa moral). À titre d'exemple, si un conducteur tolérant aux risques réagit en conduisant plus vite et en étant moins attentif, cela pourrait entraîner une augmentation des blessures et des décès chez les piétons.

## Exemples

### Transport routier

#### Freins antiblocage
Les systèmes de freinage antiblocage sont conçus pour augmenter la sécurité du véhicule en évitant que les roues bloquent au cours du freinage, ce qui aide à garder le contrôle du véhicule lors de celui-ci.
Un certain nombre d'études montrent que les conducteurs de véhicules équipés de l'ABS ont tendance à conduire plus vite, à suivre de plus près et à freiner plus tard, ce qui explique l'échec de l'ABS à entraîner une amélioration mesurable de la sécurité routière. Les études ont été réalisées au Canada, au Danemark et en Allemagne,,. Une étude menée par Clifford Winston et Fred Mannering, professeur de génie civil à l'université du Sud de la Floride, soutient l'explication par la compensation du risque, la qualifiant d'« hypothèse de compensation ». Une étude des accidents impliquant des taxis à Munich, dont la moitié étaient équipés de freins antiblocage, a noté que le taux d'accidents était sensiblement le même pour les deux types de cabine, et a conclu que cela était dû au fait que les conducteurs de taxis équipés d'ABS prenaient plus de risques.
Cependant, l'Insurance Institute for Highway Safety a publié une étude en 2010 qui a révélé que les motos avec ABS étaient 37 % moins susceptibles d'être impliquées dans un accident mortel que les modèles sans ABS. Une étude de 2004 montre que l'ABS réduit le risque d'accidents impliquant plusieurs véhicules de 18 %, mais augmente le risque d'accidents de sortie de route de 35 %.

#### La ceinture de sécurité
Une étude de recherche de 1994 sur des personnes portant ou non la ceinture de sécurité conclut que les conducteurs conduisent plus vite et moins prudemment lorsqu'ils sont attachés.
Plusieurs comportements importants de conduite ont été observés sur la route avant et après l'application de la loi sur l'utilisation de la ceinture à Terre-Neuve et en Nouvelle-Écosse. L'utilisation de la ceinture est passée de 16 % à 77 % à Terre-Neuve et est demeurée pratiquement inchangée en Nouvelle-Écosse. Quatre comportements des conducteurs (vitesse, arrêt aux intersections lorsque le feu de contrôle était jaune, virage à gauche devant la circulation venant en sens inverse et écarts de distance de suivi) ont été mesurés sur divers sites avant et après la loi. Les changements dans ces comportements à Terre-Neuve étaient similaires à ceux de la Nouvelle-Écosse, sauf que les conducteurs de Terre-Neuve conduisaient plus lentement sur les autoroutes après la loi, contrairement à la théorie de la compensation des risques (Lund et Zador 1984).
Une étude de 2007 basée sur les données du Fatality Analysis Reporting System (FARS) de la National Highway Traffic Safety Administration conclut qu'entre 1985 et 2002, il y a eu « des réductions significatives des taux de mortalité pour les occupants et les motocyclistes après la mise en œuvre des lois sur l'utilisation de la ceinture » et que « le taux d'utilisation de la ceinture de sécurité est significativement lié à des taux de mortalité plus faibles pour les modèles total, piéton et tous les non-occupants, même en contrôlant la présence d'autres politiques de sécurité routière de l'État et une variété de facteurs démographiques. » Une étude américaine complète de 2003 n'a pas non plus trouvé de preuves qu'une utilisation plus élevée de la ceinture de sécurité ait un effet significatif sur le comportement de conduite. Leurs résultats ont montré que « dans l'ensemble, les lois sur la ceinture de sécurité obligatoire réduisent sans ambiguïté les décès sur les routes ».

#### Changement du sens de conduite en Suède
En Suède, à la suite du passage de la conduite à gauche à la conduite à droite en 1967, on note une baisse des accidents et des décès, baisse expliquée par l'augmentation du risque apparent. Le nombre de réclamations d'assurance automobile diminue de 40 pour cent, pour revenir à la normale au cours des six semaines suivantes,. Quant à eux, les taux de mortalité ont pris deux ans pour revenir à la normale .

#### Limites de vitesse
Le contrôle des vitesses de circulation en utilisant des limitations de vitesse effectivement appliquées et d'autres méthodes d'apaisement de la circulation joue un rôle important dans la réduction des accidents de la route,, alors que des changements de limites de vitesse seuls sans mesures d'application ou d'apaisement de la circulation ne le feront pas.
Une étude de 1994 menée pour tester la théorie de l'homéostasie du risque, à l'aide d'un simulateur de conduite, a révélé que l'augmentation des limites de vitesse affichées et une réduction des amendes pour excès de vitesse avaient considérablement augmenté la vitesse de conduite mais n'avaient entraîné aucun changement dans la fréquence des accidents. Il a également montré que l'augmentation du coût des accidents entraînait des réductions importantes et significatives de la fréquence des accidents, mais aucun changement dans le choix de la vitesse. Les résultats suggèrent que la réglementation de comportements à risque spécifiques tels que le choix de la vitesse peut avoir peu d'influence sur les taux d'accidents.

#### Casque de vélo
Les campagnes et la législation visant à encourager le port du casque de vélo ne semblent pas avoir eu d'effet significatif sur la fréquence des blessures à la tête. Certaines observations montrent que « certains cyclistes roulent moins prudemment lorsqu'ils portent un casque car ils se sentent plus protégés,. » Ainsi, dans une étude expérimentale, des adultes habitués à porter un casque ont pédalé plus lentement sans casque, mais aucune différence de vitesse n'a été observée chez ceux qui n'ont pas l'habitude d'en porter, qu'ils en portent ou non. Une étude espagnole sur les accidents de la circulation entre 1990 et 1999 n'a trouvé aucune preuve solide de compensation des risques chez les porteurs de casques, mais a conclu que « cette possibilité ne peut être exclue ».
Les automobilistes peuvent également modifier leur comportement envers les cyclistes casqués. Une étude menée par Walker en Angleterre a révélé que 2 500 véhicules dépassaient un cycliste casqué avec un dégagement sensiblement moindre (8,5 cm) que celui donné au même cycliste sans casque (sur une distance totale moyenne de dépassement de 1,2 à 1,3 mètre),. L'importance de ces différences a été ré-analysée par Olivier, qui a soutenu que l'effet sur la sécurité n'était pas significatif puisque les distances de dépassement étaient supérieures à 1 mètre, et encore par Walker, qui n'était pas d'accord avec la conclusion d'Olivier.

### Sport

#### Casque de ski
Des études indiquent que les skieurs portant des casques vont plus vite en moyenne que les skieurs sans casque et que l'indice de risque global est plus élevé chez les skieurs casqués que chez les skieurs non casqués. De plus, alors que les casques peuvent aider à prévenir les blessures mineures à la tête, l'utilisation accrue des casques n'a pas réduit le taux de mortalité global.
D'autres études concluent au contraire que le port du casque n'est pas associé à un comportement plus risqué chez les skieurs et les planchistes, et que le port du casque réduit le risque et la gravité des blessures à la tête,.